# Gamma (label de musique)
Pour les articles homonymes, voir Gamma (homonymie).
Gamma (stylisé gamma. avec un point) est une société de médias américaine fondée en 2023 par l'ancien dirigeant d'Apple Larry Jackson et le producteur musical Ike Youssef. Annoncée comme un concurrent des grandes maisons de disques, la société utilise la plateforme technologique Vydia pour distribuer de la musique directement aux services de streaming . Lors de son lancement en mars de la même année, les premiers artistes de la société comprenaient Usher, Rick Ross et Snoop Dogg, puis plus tard Sexyy Red et French Montana,,. Larry Jackson a fondé la société avec un capital d'un milliard de dollars et des investissements de milliardaires, dont Todd Boehly. Le label met un accent « particulier et appuyé » sur la culture noire,. Le label distribue également des enregistrement plus anciens des catalogues de Snoop Dogg et Tha Dogg Pound.

## Artistes
| Artistes       | Année de signature | Nombres de sorties sous ce label |
| -------------- | ------------------ | -------------------------------- |
| Snoop Dogg     | 2023               | 2                                |
| Rick Ross      | 2023               | 1                                |
| Usher          | 2023               | 1                                |
| Sexyy Red      | 2023               | 2                                |
| French Montana | 2023               | 1                                |
| D Smoke        | 2023               | 0                                |
| Jaden          | 2024               | 0                                |
| Willow         | 2024               | 1                                |
| f5ve           | 2024               | 4                                |
| Usimamane      | 2024               | 1                                |
| Rich the Kid   | 2024               | 1                                |
| Blaq Diamond   | 2024               | 1                                |
| Tha Dogg Pound | 2024               | 1                                |
| dearALICE      | 2024               | 1                                |
| Mariah Carey   | 2025               | 1                                |

## Labels distribués
- Konvict Kulture (2020-présent) [13]
- Maybach Music Group (2023–présent) [14]
- Death Row Records (2023–présent)
- Popular Demand Entertainment (2023–présent)
- Mega (2023–présent)
- Open Shift Distribution (2023–présent)
- Three Six Zero Recordings (2024–présent)
- Whutitdo Music (2024–présent)